# Tarzan und die goldene Stadt
Tarzan und die goldene Stadt (Originaltitel: Tarzan and the Valley of Gold) ist ein US-amerikanischer Spielfilm aus dem Jahr 1966. Regie führte Robert Day. Die Titelrolle wurde erstmals mit Mike Henry besetzt. Das Drehbuch stammt von Clair Huffaker nach einer Geschichte von Fritz Leiber unter der Verwendung der Figuren von Edgar Rice Burroughs.

## Handlung
Auf die Bitte seines Freundes Professor Ruiz reist Tarzan nach Mexiko. Bereits bei der Ankunft wird er dem Fahrer gegenüber, der ihn abholen soll, misstrauisch. Dieser fährt ihn in eine Stierkampfarena, wo bereits ein Scharfschütze auf den König des Dschungels wartet. Tarzan kann den Fahrer überrumpeln, blendet den Schützen mit dem Seitenspiegel des Autos und kann so aus der tödlichen Arena gelangen. Den Scharfschützen erledigt Tarzan, indem er eine gigantische Werbefigur einer Limonadenflasche auf ihn rollen lässt.
Die lokalen Polizeibehörden klären Tarzan auf. Inspektor Talmadge berichtet von dem jungen Ramel den Ruiz zufällig im Dschungel gefunden hat. Dieser stammt nach seiner Aussage aus der geheimen Stadt Tunku-Mai, die versteckt liegt und deren Einwohner völlig isoliert leben. Der Legende nach gibt es riesige Schätze in der alten Inka-Stadt.
Ramel flüchtete aus den Fängen des Verbrechers Vinero, welcher es auf die Goldschätze abgesehen hat. Vinero hat die perfide Eigenart seine Gegner mit kleinen Sprengladungen hinzurichten.
Zusammen mit der Polizei fährt Tarzan zu Ruizs Tier-Farm. Dort entdecken sie, dass die Farm überfallen und alle anwesenden Personen niedergemetzelt wurden. Seinen Freund trifft Tarzan sterbend vor. Ruiz bittet Tarzan den Jungen zu finden, der von den Banditen entführt wurde und nach Hause zu bringen.
Tarzan entledigt sich seiner zivilisierten Kleidung. In seinem Lendenschurz, bewaffnet mit Messer und Seil macht er sich auf die Suche nach den Mördern. Als Begleitung wählt er den Löwen Major, den Schimpansen Dinky sowie den Leoparden Bianco, welcher die Fährte des Jungen aufnimmt.
Zwischenzeitlich brechen Vinaro und seine Leute mit zwei Panzern und einem Hubschrauber auf um sich mit den Entführern zu treffen und den Weg in die verborgene Stadt zu finden.
Tarzan findet unterdessen die Mörder, überrumpelt sie und befreit den Jungen. Dabei wird Bianco getötet. Ramel versucht Tarzan den Weg nach Hause zu beschreiben. Tarzan versucht über Funk den Treffpunkt mit den Gangstern rauszufinden, wird aber vom misstrauischen Vinaro enttarnt.
Die nun alarmierten Gangster schicken den Hubschrauber um Tarzan und den Jungen zu suchen, als dieser Tarzan entdeckt bindet Tarzan zwei Granaten an ein Seil, benutzt diese als Bola und bringt den Hubschrauber damit zum Absturz.
Ramel hat am Horizont die Bergkette identifiziert, welche den Weg in seine Heimat verspricht. Tarzan macht sich mit dem Jungen auf den Weg, trifft unterwegs auf Vinaros ehemalige Freundin Sophia. Diese hat Ramel bei der Flucht aus Vinaros Anwesen geholfen, wurde nun aber enttarnt und von dem Verbrecher mit einer Sprengladung um den Hals im Dschungel zurückgelassen. Tarzan kann die Kette mit der Sprengladung entfernen und Sophia begleitet die beiden.
Schließlich gelangen sie zu den Höhlen, dem einzigen Zugang zur Stadt. Allerdings hat Vinaro den Zugang ebenfalls entdeckt. Tarzan versucht die Gangster aufzuhalten, er schickt Ramel und Sophia voraus, um die Stadtbewohner zu warnen und überrumpelt eine Vorhut. Mit dem erbeuteten Gewehr bringt er einige Stalagmiten zum Absturz, tötet damit einige der Männer und zwingt Vinaro zur vorläufigen Umkehr.
In der Stadt angekommen muss Tarzan erfahren, dass sich der Häuptling Manko weigert, Vorkehrungen gegen die Banditen zu treffen. Sein Volk verabscheue Gewalt. Er zeigt Tarzan die Stadt, die seit Jahrhunderten unbenutzten Waffen und den Goldschatz. Manko will kein Leben für das Metall opfern und hofft auf eine friedliche Lösung.
Vinaro hat sich mit den Panzern mittlerweile Zugang durch die Höhlen in die Stadt geschaffen.
Er fordert die Herausgabe des Goldes und schießt zur Untermauerung seiner Forderung ohne Vorwarnung in die Menge.
Der verbitterte Manko lässt auf Anraten Tarzans die Stadt evakuieren, nachdem er das Gold auf dem Platz gestapelt hat.
Als der Häuptling Vinaro das Gold übergeben will, zweifelt Vinaro, dass dieses der komplette Schatz sei. Manko führt Vinaro in die Pyramide zur Schatzkammer wo dieser zunächst die massive goldene Tür bewundert. Bei dem Versuch einen goldenen Schädel von der Wand zu entwenden, löst Vinero eine Falle aus und wird in der Schatzkammer verschüttet.
In der Zwischenzeit hat Tarzan die meisten Männer Vinaros überrumpelt, er schafft es in einen der Panzer einzudringen und den zweiten damit zu zerstören. Als letztes beseitigt Tarzan noch den hünenhaften Leibwächter Vinaros.
Manko dankt Tarzan, als sich dieser mit Sophia auf den Weg nach Hause macht. Major und Dinky bleiben bei Ramon in der Stadt.